# Crise des réfugiés vénézuéliens

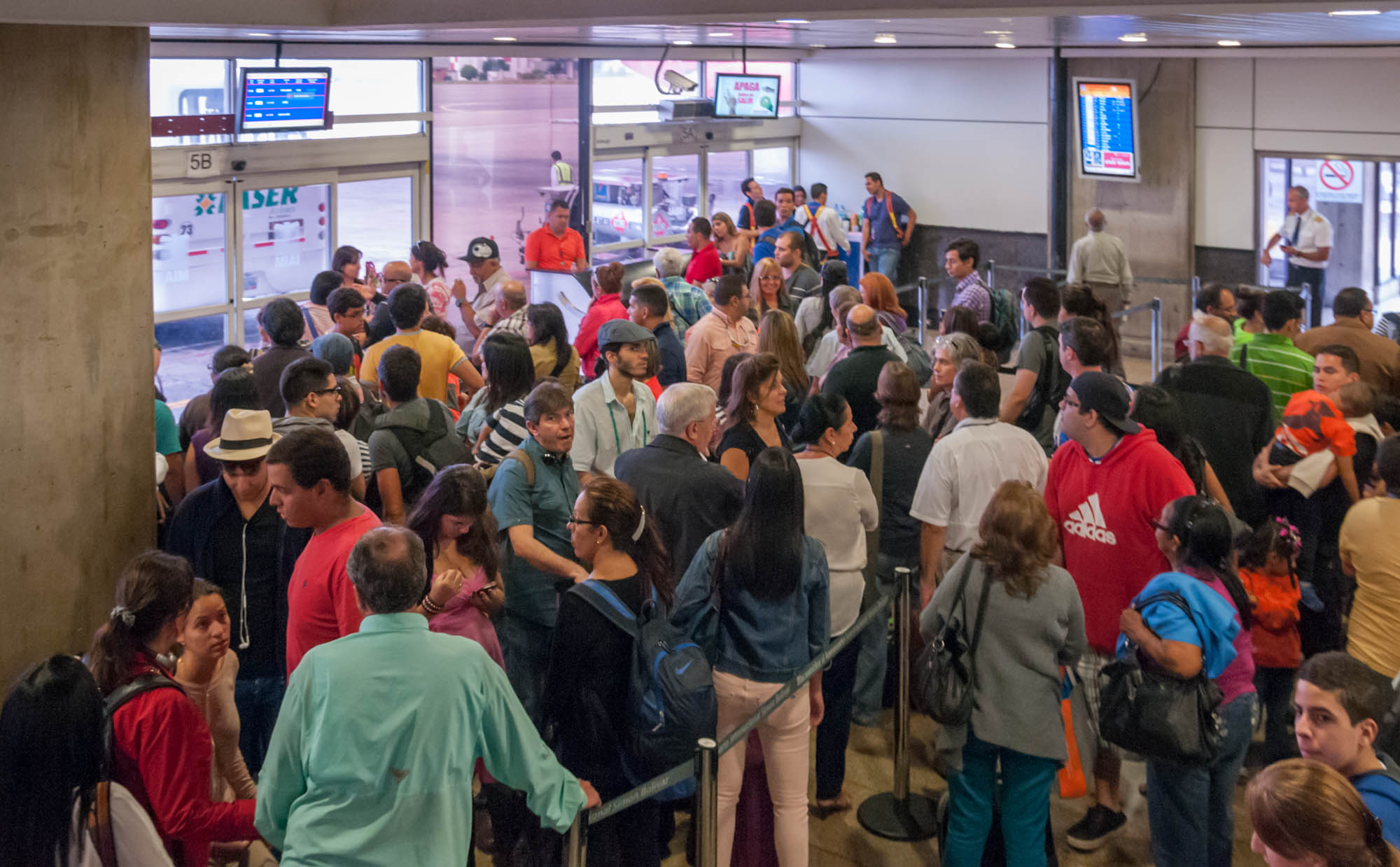
File d'embarquement de personnes émigrantes à l'aéroport international Maiquetía - Simón Bolívar.

La crise des réfugiés vénézuéliens, également connue sous le nom de diaspora bolivarienne, est qualifiée par l’Organisation des Nations unies comme le déplacement de population le plus massif de l’histoire récente de l’Amérique latine. Elle concerne, notamment depuis 2015 avec sa phase critique, l'émigration de millions de Vénézuéliens de leur pays d'origine sous les présidences de Hugo Chávez et Nicolás Maduro et a pour origine principale la crise économique vénézuélienne débutée en 2012. La tendance d'émigration a été observée dès l’année 2000 avec l'accession d'Hugo Chávez à la présidence du Venezuela et le début de la Révolution bolivarienne. 
En octobre 2019, plus de 4,5 millions de Vénézuéliens vivent à l’étranger. Le représentant spécial des agences des Nations unies pour les réfugiés et les migrations, estime que la crise va s’aggraver avec 6,5 millions de réfugiés d’ici la fin de l’année 2020.

## Historique

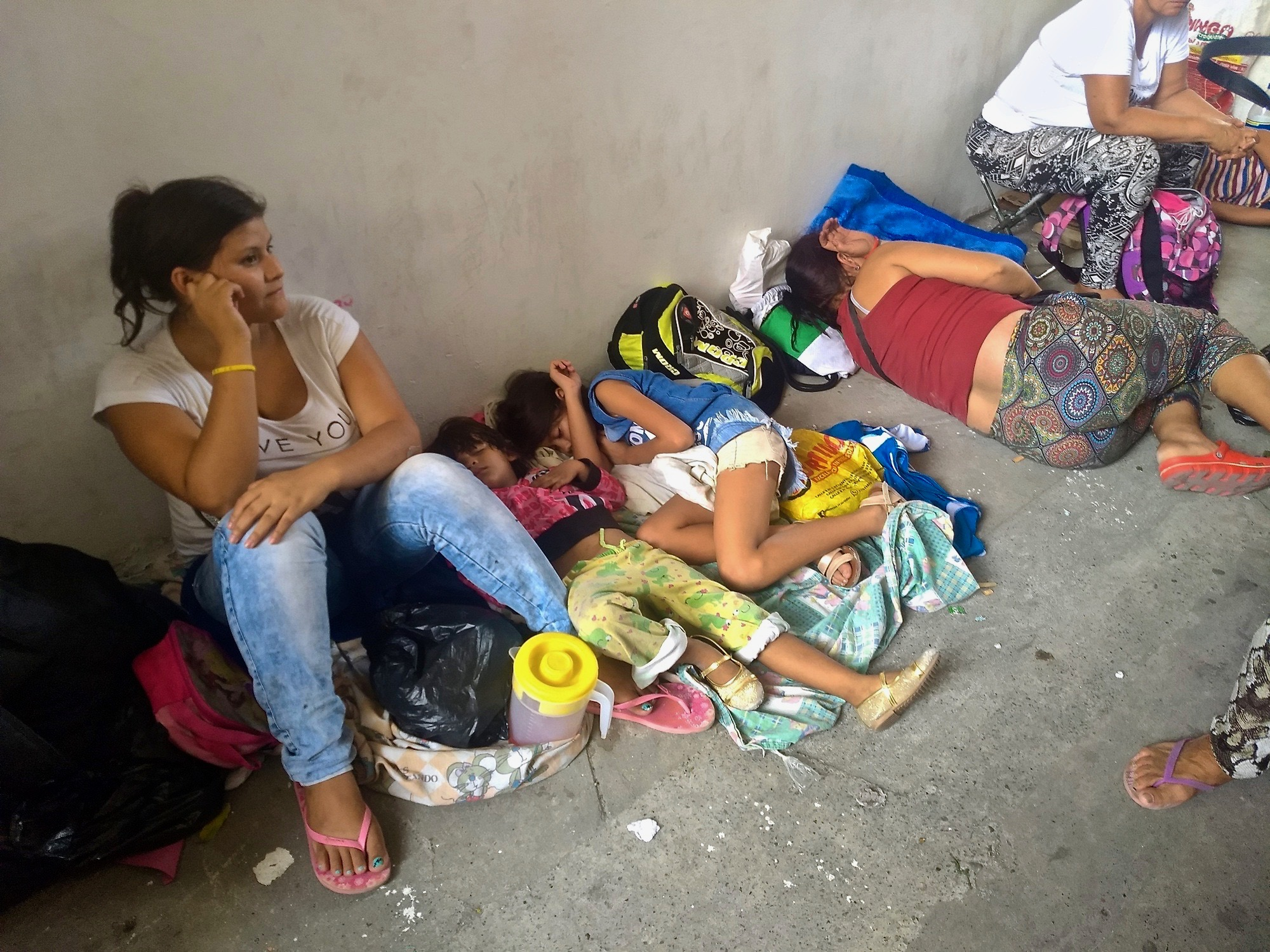
Réfugiés vénézuéliens dormant dans la rue à Cúcuta en Colombie.

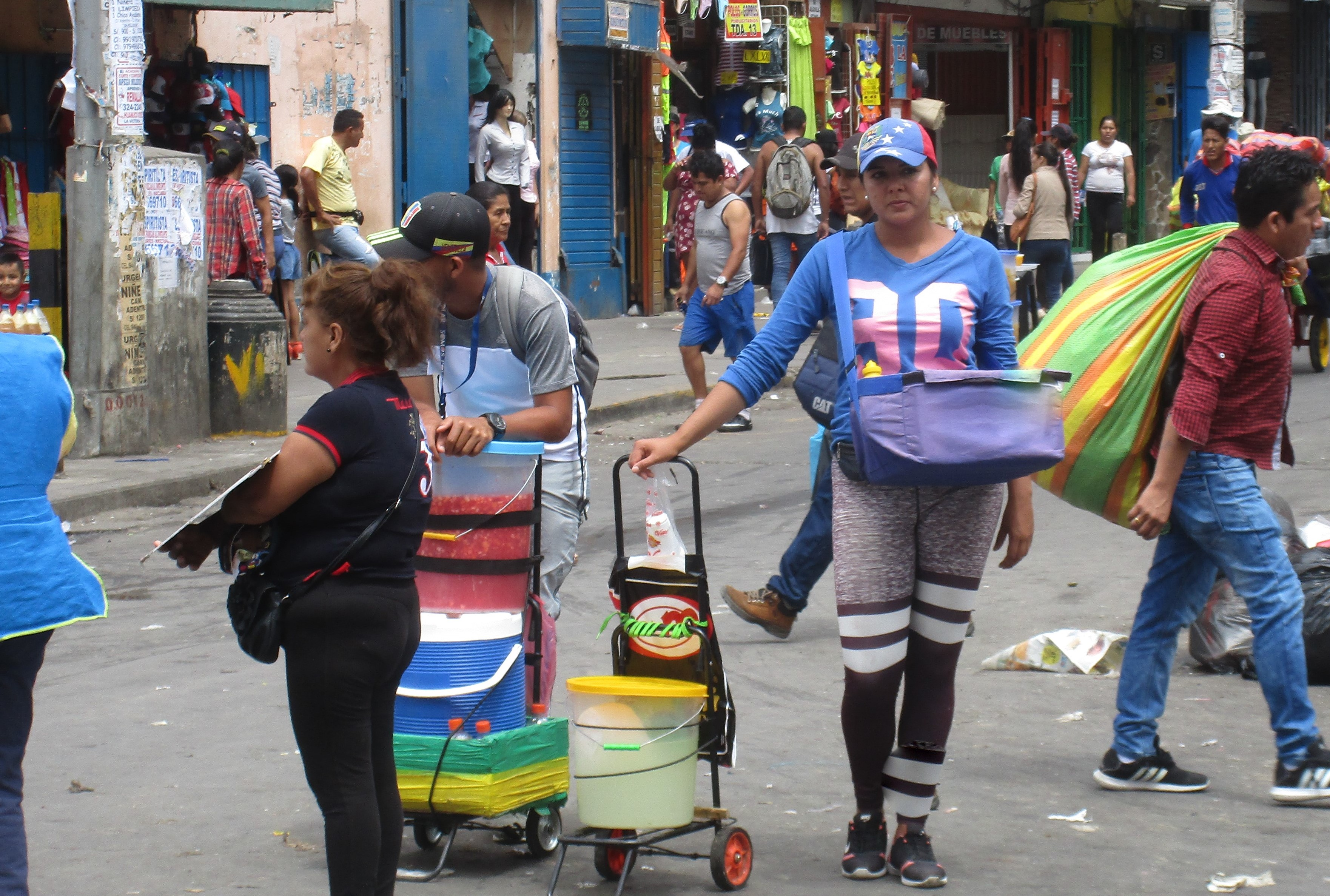
Réfugiés vénézuéliens vendant des arepas (galettes de maïs) à Lima au Pérou.

Les premiers départs commencent au début des années 2000, après l’accession au pouvoir d'Hugo Chávez et l’institution de la révolution bolivarienne. Il s’agit alors de familles fortunées et des professionnels hautement qualifiés. Puis ce sont les universitaires et les jeunes diplômés qui quittent le pays, essentiellement vers les États-Unis. À partir de 2015, le phénomène migratoire s’accentue en raison de l'aggravation de la crise économique vénézuélienne débutée en 2012, les Vénézuéliens des classes sociales intermédiaires et basses, peu diplômés, peu qualifiés et sans épargne, partent à leur tour.
En juin 2019, l’Agence des Nations Unies pour les réfugiés (HCR), et l’Organisation internationale pour les migrations (OIM), indiquent que le nombre de Vénézuéliens ayant quitté leur pays est de 4 millions, sur une population de 31,6 millions en 2018. En octobre 2019, 4 486 860 Vénézuéliens sont réfugiés à l’étranger, ce chiffre est basé sur les comptages des pays d’accueil et ne tient pas compte des réfugiés en situation irrégulière.
L’ONU estime qu’il s’agit du déplacement de personnes le plus important de l’histoire récente de l’Amérique latine. L’exode vénézuélien est au deuxième rang mondial, après celui des Syriens. Par ailleurs en octobre 2019, Eduardo Stein, représentant spécial des agences des Nations unies pour les réfugiés et les migrations, estime que la crise va s’aggraver avec 6,5 millions de réfugiés à la fin de l’année 2020.

## Origines de l’exode
Après l’arrivée au pouvoir d’Hugo Chávez,  18 000 cadres de l’industrie pétrolière sont licenciés. Puis l’étatisation de l’économie conduit à la fermeture de nombreuses entreprises privées mais aussi d’hôpitaux et de cliniques. À partir de 2007 la crise économique se développe et les violences s’accentuent. Depuis 2014 les départs ont explosé avec une économie à la dérive, une crise politique permanente, la violence généralisée, l’insécurité et des pénuries de nourriture et de médicaments ,.
Ainsi, selon l’Organisation des Nations unies, les forces de l’ordre ont procédé à 18 000 exécutions extrajudiciaires depuis 2016. Le Conseil des droits de l’homme de l’ONU a décidé, en septembre 2019, de créer une mission internationale chargée d’enquêter « sur les cas d’exécution extrajudiciaire, de disparition forcée, de détention arbitraire et de torture et autres peines ou traitements cruels, inhumains ou dégradants ».

## Pays d’accueil

Carte de la diaspora bolivarienne (2019)

Les réfugiés se rendent en majorité, en Amérique latine et dans les Caraïbes, pays proches du Venezuela. Leur nombre est sous-estimé car seul sont comptabilisés les réfugiés en situation régulière.

### Conditions d’accueil

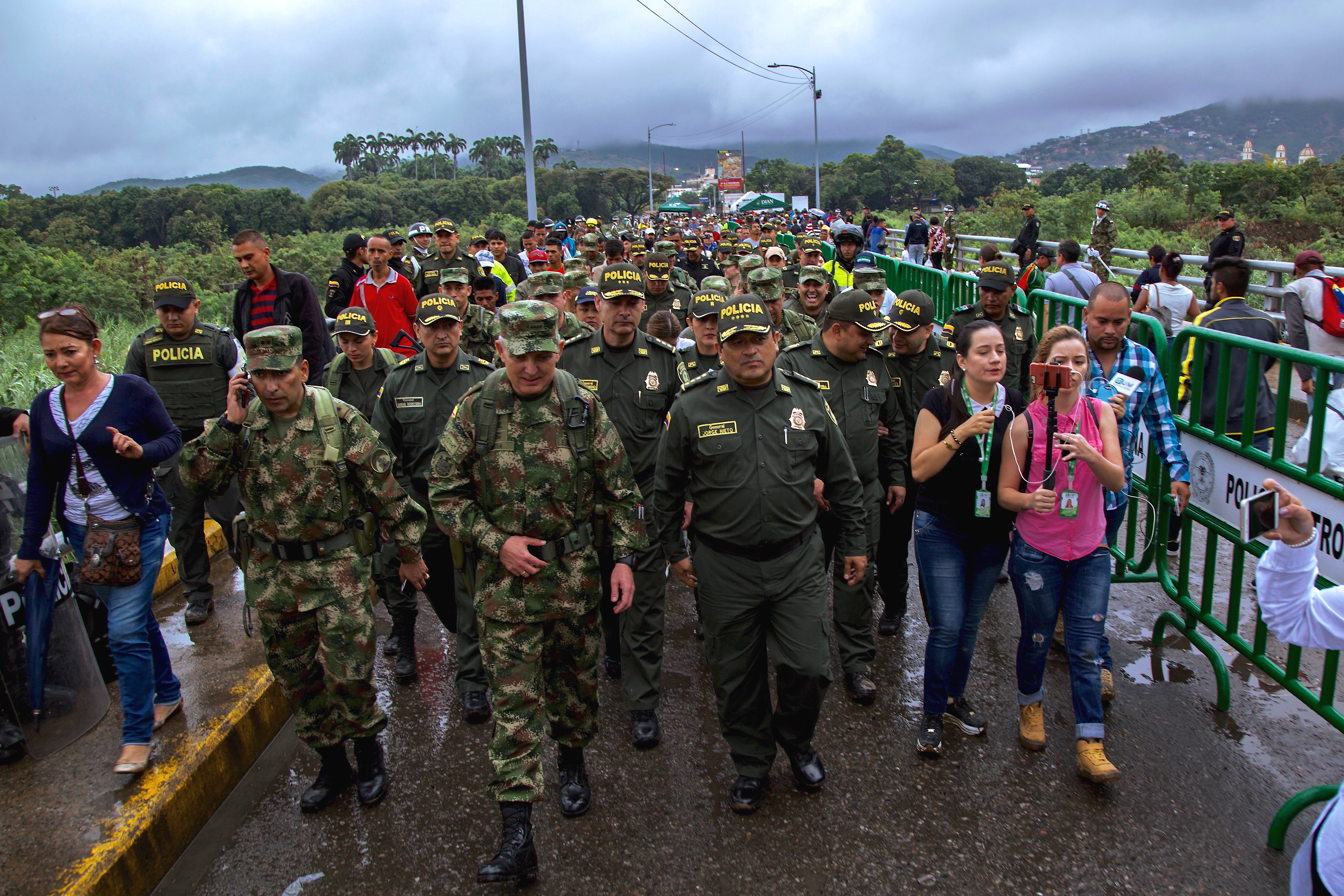
Police nationale colombienne guidant des personnes vénézuéliennes immigrées.

Paula Vasquez Lezama, anthropologue et chercheuse au CNRS, indique  : « Il y a une continuité géographico-historique dans ce mouvement d'exode. Le Vénézuela a lui-même accueilli des migrations importantes de Colombiens, Equatoriens, Péruviens pendant les années 70 et 80, et des habitants du sud du continent qui fuyaient les dictatures et la répression politique. Ces Etats devenus pays d'accueil ont d'abord compté sur la grande porosité de ces sociétés , sur l'accueil informel des Vénézuéliens dans les familles binationales ». En juin 2019, le Haut Commissariat des Nations unies pour les réfugiés considère que les pays accueillants sont arrivés à saturation et demande un soutien de la communauté internationale à l’égard de ces pays hôtes : « Les pays d’Amérique latine et des Caraïbes participent à l’effort de réponse à cette crise sans précédent, mais on ne peut s’attendre à ce qu’ils continuent à le faire sans un soutien de la communauté internationale » . En raison de la pression migratoire, certains  pays comme l’Équateur et le Pérou demandent, depuis 2018, des visas pour tenter de limiter l’afflux de réfugiés.
La crise sanitaire engendrée par la pandémie de Covid-19 en 2020 détériore plus encore les conditions de vie des migrants vénézuéliens en Colombie. La plupart travaillent dans le marché informel, vivent dans une précarité grandissante et souvent sans documents, et font face à de nouvelles vagues de xénophobie. Le confinement est d'autant plus difficile à respecter que nombre de migrants ne disposent d'aucun logement, et que d'autres ont été expulsés du leur, ne pouvant plus payer le loyer. En outre, plus de la moitié d'entre eux ne disposent pas d'un statut régularité et sont privés d’accès au système de santé. La pandémie conduit plusieurs dizaines de milliers de migrants à retourner au Venezuela.
Au Chili, des manifestations soutenues par l'homme politique d’extrême droite José Antonio Kast sont organisées en septembre 2021 contre les migrants vénézuéliens, conduisant à des scènes de violence. Des migrants vivant dans la rue ont été attaqués, tandis que d'autres protestataires ont investi un petit campement de migrants, déserté par ses occupants dont ils ont brûlé les tentes et affaires personnelles[réf. nécessaire].

### Chiffres
| Pays                   | Enregistrés | Date de la donnée |
| ---------------------- | ----------- | ----------------- |
| Colombie               | 1 700 000   | Janvier 2021      |
| Pérou                  | 1 000 000   | janvier 2021      |
| Chili                  | 457 300     | janvier 2021      |
| Équateur               | 415 800     | janvier 2021      |
| Espagne                | 287 000     | décembre 2018     |
| Brésil                 | 261 400     | janvier 2021      |
| États-Unis             | 260 000     | mai 2015          |
| Argentine              | 179 200     | janvier 2021      |
| Panama                 | 118 900     | janvier 2021      |
| République dominicaine | 114 500     | janvier 2021      |
| Mexique                | 101 600     | janvier 2021      |
| Costa Rica             | 29 800      | janvier 2021      |
| Trinité-et-Tobago      | 24 000      | janvier 2021      |
| Guyana                 | 23 300      | janvier 2021      |
| Israël                 | 11 000      | janvier 2017      |

Références chiffres janvier 2021 : https://www.r4v.info/